# Norbert Ivangean
Norbert Ivangean (* 12. Oktober 1954) ist ein ehemaliger deutscher Fußballspieler.

## Karriere

### Vereine
Ivangean gehörte mit 17 Jahren der ersten Mannschaft von Blau-Weiß 90 Berlin an und gewann mit ihr am Saisonende 1972/73 die Meisterschaft in der Regionalliga Berlin.
1973/74 gehörte er dem Kader des FC Bayern München an, für den er jedoch in keinem Pflichtspiel eingesetzt wurde.
Von 1974 bis 1977 war er für Wacker 04 Berlin in der 2. Bundesliga Nord aktiv und erzielte vier Tore in 63 Punktspielen. Sein Debüt gab er am 25. August 1974 (4. Spieltag) – in der 65. Minute für Rainer Liedtke eingewechselt – bei der 1:3-Niederlage im Auswärtsspiel gegen den VfL Wolfsburg. Am 15. November 1975 (14. Spieltag) erzielte er mit dem 4:3-Siegtreffer in der 78. Minute im Heimspiel gegen Schwarz-Weiß Essen sein erstes Zweitligator. Sein letztes Punktspiel bestritt er am 21. Mai 1977 (38. Spieltag) bei der 1:2-Niederlage im Heimspiel gegen den FC St. Pauli, als er in der 78. Minute für Kurt Bountry eingewechselt wurde. Des Weiteren kam er in jeder Spielzeit zu einem Einsatz im DFB-Pokal-Wettbewerb, wobei er mit der Mannschaft zweimal in der 1. Runde scheiterte (am 7. September 1974 im Heimspiel gegen den 1. FSV Mainz 05 mit 0:1 n. V. und am 1. August 1975 im Auswärtsspiel gegen den SC Jülich 1910 mit 0:3) und einmal diese überstand (am 6. August 1976 im Heimspiel gegen den FC 08 Villingen mit 1:0).

### Nationalmannschaft
Ivangean spielte zwischen 1972 und 1973 in der DFB-Jugendauswahl; erstmals am 12. September 1972 in Rovaniemi beim 2:1-Erfolg gegen die finnische Auswahlmannschaft. Sein letztes von 13 Länderspielen absolvierte er am 4. Juni 1973 in Massa – im Rahmen des UEFA-Juniorenturniers – bei der 0:1-Niederlage gegen die italienische Auswahlmannschaft.

## Erfolge
- Europapokalsieger der Landesmeister 1974 (mit dem FC Bayern München; ohne Einsatz)
- Deutscher Meister 1974 (mit dem FC Bayern München; ohne Einsatz)
- Meister der Regionalliga Berlin 1973 (mit Blau-Weiß 90 Berlin)